# گردآوری کتاب

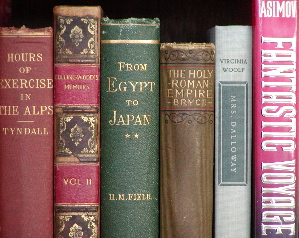
چند کتاب کلکسیونی ارزان‌قیمت از نویسندگانی چون آیزاک آسیموف، ویرجینیا وولف و جان تیندال

گردآوری کتاب (انگلیسی: Book collecting) عمل جمع کردن کتاب را گویند که شامل جستجوی کتاب، یافتن آن، تهیه کتاب مورد نظر، فهرست کردن و دسته‌بندی آن، به نمایش گذاشتن و حفظ و نگهداری از کتاب است و به این بستگی دارد که گردآورنده، به چه کتاب‌هایی علاقه‌مند باشد. عشق و علاقه وافر به کتاب را کتاب‌بازی گویند و شخصی را که به خواندن، تحسین و گردآوری کتاب می‌پردازد را، کتاب‌باز.
برخی از کتاب‌بازان و گردآورندگان مشهور کتاب از این قرارند:
- جرج پی کوزماتوس
- الکساندر دوما
- اومبرتو اکو
- ایان فلمینگ[۱]
- جرج سوم
- ادوارد گیبون
- آنری دوم
- توماس جفرسون
- جروم کرن
- آلبرتو مانگوئل
- میشل دو مونتنی
- جی‌پی مورگان
- فریدریش نیچه
- شارل نودیه
- ساموئل پیپس
- آدام اسمیت
- اندرو دیکسون وایت